# Apterona paludella
Apterona paludella är en fjärilsart som beskrevs av Franz Dannehl 1929. Apterona paludella ingår i släktet Apterona och familjen säckspinnare. Inga underarter finns listade i Catalogue of Life.